# Memoriał Bronisława Idzikowskiego 1970
Memoriał im. Bronisława Idzikowskiego 1970 – 3. edycja turnieju w celu uczczenia pamięci polskiego żużlowca Bronisława Idzikowskiego, który odbył się dnia 18 października 1970 roku. Turniej wygrał Stanisław Kasa.

## Wyniki
- Częstochowa, 18 października 1970
- NCD: Stanisław Kasa - 75,10 w wyścigu 1
- Sędzia: Zbigniew Puzio

| Msc. | Zawodnik                 | Klub           | Pkt  |             |  |
| ---- | ------------------------ | -------------- | ---- | ----------- |  |
| 1    | (16) Stanisław Kasa      | Bydgoszcz      | 13+3 | (2,2,3,3,3) |  |
| 2    | (12) Jerzy Trzeszkowski  | Wrocław        | 13+2 | (1,3,3,3,3) |  |
| 3    | (10) Henryk Glücklich    | Bydgoszcz      | 12   | (3,2,3,1,3) |  |
| 4    | (6) Jan Mucha            | Świętochłowice | 11   | (2,3,2,3,1) |  |
| 5    | (13) Wiktor Waloszek     | Świętochłowice | 10   | (3,3,0,2,2) |  |
| 6    | (3) Paweł Waloszek       | Świętochłowice | 9    | (2,3,2,2,0) |  |
| 7    | (1) Marek Cieślak        | Częstochowa    | 9    | (3,2,1,1,2) |  |
| 8    | (8) Józef Jarmuła        | Świętochłowice | 8    | (0,1,3,3,1) |  |
| 9    | (5) Bernard Kacperak     | Częstochowa    | 8    | (3,1,2,0,2) |  |
| 10   | (7) Jacek Gierzyński     | Częstochowa    | 7    | (1,0,2,2,2) |  |
| 11   | (11) Piotr Bruzda        | Wrocław        | 6    | (2,2,0,1,1) |  |
| 12   | (4) Bogdan Jaroszewicz   | Wrocław        | 5    | (1,0,0,1,3) |  |
| 13   | (9) Jerzy Łotocki        | Częstochowa    | 3    | (0,0,0,2,1) |  |
| 14   | (15) Jan Jeziorowski     | Świętochłowice | 3    | (1,1,1,0,0) |  |
| 15   | (14) Zygmunt Gołębiowski | Częstochowa    | 2    | (0,1,1,0)   |  |
| 16   | (2) Benedykt Kosek       | Bydgoszcz      | 0    | (0,0,0,0,0) |  |
|      | rez. Andrzej Szostek     | Częstochowa    |      | (0)         |  |

Bieg po biegu
1. [75,10] Cieślak, P.Waloszek, Jaroszewicz, Kosek
2. [76,00] Kacperak, Mucha, Gierzyński, Jarmuła
3. [76,40] Glücklich, Bruzda, Trzeszkowski, Łotocki
4. [77,00] W.Waloszek, Kasa, Jeziorowski, Gołębiowski
5. [77,40] W.Waloszek, Cieślak, Kacperak, Łotocki
6. [77,20] Mucha, Glücklich, Gołębiowski, Kosek
7. [77,30] P.Waloszek, Bruzda, Jeziorowski, Gierzyński
8. [78,40] Trzeszkowski, Kasa, Jarmuła, Jaroszewicz
9. [76,80] Kasa, Mucha, Cieślak, Bruzda
10. [78,40] Trzeszkowski, Kacperak, Jeziorowski, Kosek
11. [78,20] Jarmuła, P.Waloszek, Gołębiowski, Łotocki
12. [78,30] Glücklich, Gierzyński, Jaroszewicz, W.Waloszek
13. [76,20] Trzeszkowski, Gierzyński, Cieślak, Gołębiowski
14. [77,30] Jarmuła, W.Waloszek, Bruzda, Kosek
15. [??,??] Kasa, P.Waloszek, Glücklich, Kacperak
16. [??,??] Mucha, Łotocki, Jaroszewicz, Jeziorowski
17. [??,??] Glücklich, Cieślak, Jarmuła, Jeziorowski
18. [??,??] Kasa, Gierzyński, Łotocki, Kosek
19. [??,??] Trzeszkowski, W.Waloszek, Mucha, P.Waloszek
20. [??,??] Jaroszewicz, Kacperak, Bruzda, Szostak Szostek za Gołębiowskiego